# Associazione Calcio Dilettantistica Mezzocorona 2006-2007
Questa pagina raccoglie le informazioni riguardanti la Associazione Calcio Dilettantistica Mezzocorona nelle competizioni ufficiali della stagione 2006-2007.

## Risultati

### Serie D

#### Poule scudetto
| 16 maggio 2007 Turno eliminatorio - 2 giornata                                         | Mezzocorona | 2 – 3                         | Esperia Viareggio |  |
| \| \| \| \| \| Simoni 14’ Berardo 52’ \| Marcatori \| 23’ Fiale 35’, 64’ Bonuccelli \| |             |                               |                   |  |
|                                                                                        |             |                               |                   |  |
| Simoni 14’ Berardo 52’                                                                 | Marcatori   | 23’ Fiale 35’, 64’ Bonuccelli |                   |  |

| 20 maggio 2007 Turno eliminatorio - 3 giornata             | Pescina VG | 1 – 1       | Mezzocorona |  |
| \| \| \| \| \| Pomponio 24’ \| Marcatori \| 90’ Palizza \| |            |             |             |  |
|                                                            |            |             |             |  |
| Pomponio 24’                                               | Marcatori  | 90’ Palizza |             |  |